# Чёрный скворец
Чёрный, или одноцветный скворец (лат. Sturnus unicolor), — небольшая певчая птица семейства скворцовых, обитающая в Европе на Пиренейском полуострове, некоторых островах Средиземного моря и Северной Африке. Внешне похож на обыкновенного скворца, и некоторые орнитологи классифицируют их как единый вид. Однако большинство учёных выделяют чёрного скворца как отдельный вид.

## Описание
Небольшая птица 19—22 см длиной, размахом крыльев 12,8—13,2 см и весом 80—115 г. Во многом имеет схожие черты обыкновенного скворца. Тело массивное, с короткой шеей. Клюв длинный, острый и слегка изогнут вниз; в сезон размножения жёлтый, в остальное время бурый. У самцов в основании клюва имеется тёмно-синее пятно, а у самок розоватые крапинки. Хвост короткий, длиной 5,4—8 см, на конце почти прямой. Оперение полностью чёрное, более монотонное по сравнению с обыкновенным скворцом, с металлическим блеском, который имеет фиолетовый (на голове, в передней части шеи и грудке) либо оливково-зеленоватый (на спине, по бокам и на брюхе) оттенок, особенно заметный у самцов. Перья в передней части шеи заметно более длинные, примерно в 2 раза, чем у обыкновенного скворца. Другим видимым отличием в весенний и летний период является почти полное отсутствие кремовых крапинок на теле (у самок и молодых птиц в первый год жизни крапинки могут присутствовать в подхвостье). Зимой крапление можно наблюдать у обоих видов, но у чёрного скворца оно более редкое, мелкое и менее ярко выражено. В общем случае чёрные скворцы выглядят заметно темнее по сравнению с обыкновенными. Ноги в сезон размножения розоватые, в остальное время коричневатые. Самки в целом похожи на самцов, но имеют менее выраженный металлический блеск и более короткое оперение головы и грудки. Молодые птицы имеют более светлое по сравнению со взрослыми птицами, бурое оперение, а глянец на теле у них не столь ярко выражен.

## Распространение
Обитает на Пиренейском п-ве (Испания, Португалия); на островах Сицилия (Италия), Сардиния (Италия), Корсика (Франция); в Северной Африке вдоль побережья Средиземного моря и Атлантики (Алжир, Тунис, Марокко). Иногда можно встретить случайно залетевших птиц в Греции, Ливии, на Мальте, о. Мадейра и Канарских островах. Наибольшая плотность этих птиц наблюдается в Испании, Португалии и на севере Марокко. Во второй половине XX века природный ареал на Пиренейском п-ве несколько расширился в восточном направлении, что связывают с интенсивным развитием сельского хозяйства и достиг юго-западных границ Франции.
Обитает в культурных ландшафтах, загонах для домашнего скота, оливковых рощах, парках, садах. В отличие от обыкновенного скворца ведёт преимущественно оседлый образ жизни. Отдельные птицы могут перелетать на значительное расстояние, но такое передвижение скорее связывают с кочёвками, нежели чем с миграцией.

## Размножение

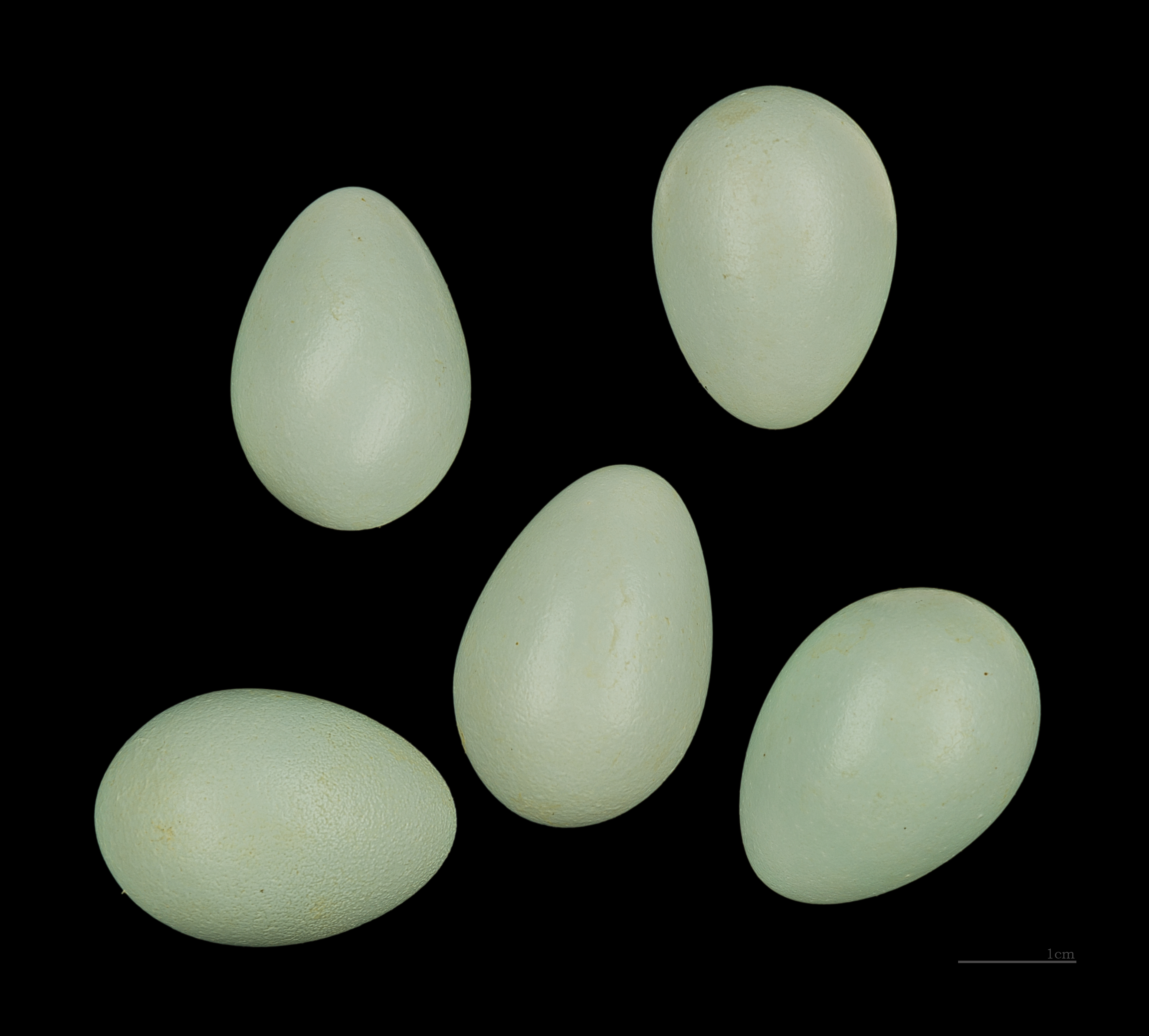
Sturnus unicolor

Брачный сезон зависит от широты — если в Испании и Португалии он обычно продолжается с первой половины апреля по середину июля, то в северо-западной части Африки он начинается примерно на месяц раньше. Как и у обыкновенных скворцов, у чёрных скворцов за сезон бывает две или реже три кладки яиц, среди которых вторая обычно связана с их природной полигинией. Для устройства гнезда выбирается дупло дерева, отверстие в стене дома, старое гнездо некоторых птиц (например, золотистых щурок (Merops apiaster), береговушек (Riparia riparia), белого аиста (Ciconia ciconia)) или искусственный скворечник. Самец, выбрав подходящее место, усаживается неподалёку, взъерошивает перья и громко поёт, подзывая самок. Как только пара формируется, они вдвоём начинают заниматься обустройством гнезда. В качестве подстилки используются сухие веточки деревьев, корешки, стебли, листья, шерсть и перья других птиц. Иногда в гнезде можно обнаружить цветки растений. Кладка обычно состоит из 4—5 светло-голубых глянцевых яиц без крапления. У чёрных скворцов развит внутривидовой гнездовой паразитизм, который выражается в подкладывании неимеющими гнезда самками яиц в гнёзда других чёрных скворцов, и в этом случае кладка может состоять из большего числа яиц. Размер яиц в среднем составляет 31 мм в длину и 21 мм в ширину. Насиживает в основном самка, самец лишь изредка заменяет её на время. Инкубационный период составляет около 11 дней. Птенцы появляются голыми и беспомощными, их ухаживанием и кормлением занимаются оба родителя, хотя большую часть времени проводит в гнезде самка. Первый свой полёт подросшие птенцы совершают через 21—23 дня после вылупления, но еще примерно в течение недели остаются возле родителей, после чего рассеиваются.

## Питание
Скворцы всеядны — питаются как растительной, так и животной пищей, однако в сезон размножения их рацион преимущественно состоит из различных беспозвоночных животных, а осенью и зимой из семян и плодов растений. Среди насекомых охотятся на жуков, кузнечиков, муравьёв, гусениц, тараканов, дождевых червей и пр. Из растений употребляют в пищу семена щавеля (Rumex) и горца (Polygonum), плоды паслёна (Solanum), ежевики (Rubus), фисташкового дерева и др.
В поисках корма часто скапливаются в районах разведения домашнего скота: коров, свиней, овец и лошадей.

## Социальное поведение
Стайные птицы, размножаются колониями и кормятся и ночуют стаями. Во время сезона размножения при наличии возможности гнездятся небольшими колониями по 4-6 пар. По окончании кормления птенцов сбиваются в стайки по 90-110 птиц, иногда вместе с обыкновенными скворцами, особенно в зимнее время, когда последние мигрируют в места обитаний этого вида. Ночью могут собираться большими группами до 100 тыс. особей.